# Crax
Crax är ett fågelsläkte i familjen trädhöns inom ordningen hönsfåglar. Släktet omfattar sju arter som förekommer från östra Mexiko till Bolivia och nordöstra Argentina:
- Större hocko (C. rubra)
- Blånäbbad hocko (C. alberti)
- Gulknölshocko (C. daubentoni)
- Svarthocko (C. alector)
- Gulflikig hocko (C. globulosa)
- Gulnäbbad hocko (C. fasciolata)
- Rödnäbbad hocko (C. blumenbachii)